# Карта Птолемея
Карта Птолемея — карта мира и 26 специальных карт земной поверхности, которые прилагались к трактату «Руководство по географии» древнегреческого учёного Клавдия Птолемея. Трактат был написан около 150 года н. э. На картах перечислены около 8 000 городов и местностей с указанием их географических координат.
Оригиналы карт утрачены, однако сам трактат был обнаружен на рубеже XIII и XIV вв. До эпохи Великих географических открытий Птолемей служил для европейцев основным источником географических сведений. На основе его описаний картографам эпохи Возрождения удалось реконструировать и утраченную карту мира 

## История
Трактат Птолемея «Руководство по географии» был написан около 150 года н. э. Трактат был обнаружен около 1300 года н. э. Наиболее древняя известная копия сберегается в библиотеке Ватопедского монастыря — издание датируется XI веком, книга написана на пергаменте — длина страницы 37 см, ширина — 25 см. Книга состоит из 66 страниц с текстом и 42 страниц с цветными картами.

## Описание
Карта Птолемея состоит из сводной карты всего известного к тому времени мира и 26 более подробных карт: 10 региональных карт Европы, 4 карты Африки, 12 карт Азии.
Карты Птолемея содержат много ошибок. Эратосфен вычислил почти правильную величину земной окружности, однако Посидоний уменьшил её более чем на четверть, и именно это ошибочное значение использовал Птолемей. Нулевой меридиан Птолемей провёл через Канарские острова. Из-за преувеличенного мореплавателями тех времён размера Азии получилось, что известный к тому времени мир протянулся более чем на 180° (на самом деле на 130°).
На 180-м меридиане карты Птолемея находится Китай — гигантский сухопутный массив, который простирается от вершины карты до экватора. Согласно карте Птолемея неизвестная часть азиатского континента простирается настолько далеко, что занимает Тихий океан. Таким было классическое для более чем десятка веков представление Птолемея о Земле как о сфере, уменьшенной на четверть по сравнению с действительным размером и покрытой сушей, занимающей 2/3 Северного полушария.

## Влияние карты Птолемея
Труды Птолемея завоевали такой авторитет, что даже столетие спустя после открытий Колумба и Магеллана, которые ниспровергли основные положения географии Птолемея, все ещё выходили карты в стиле Птолемея. Некоторые из ошибочных представлений Птолемея настойчиво повторялись на картах XVII и XVIII веков, а что касается внутренней Африки, то его карта была единственной ещё в начале XIX века. Именно из-за карты Птолемея Христофор Колумб был уверен, что для того, чтобы добраться до Индии, нужно плыть в западном направлении.